# Житомир (монитор)
«Жито́мир» — речной монитор, относящийся к типу «Житомир»; один из четырёх мониторов этого типа.

## История корабля
Как и большинство мониторов данного типа, «Житомир» был построен в Данциге на судоверфи Danziger Werft и в 1920 году под названием «Pińsk» вошёл в состав речной флотилии Польши
Монитор был затоплен экипажем на реке Припять 18 сентября 1939 года при приближении Красной Армии.

### В СССР
В конце сентября при помощи водолазов Днепровской военной флотилии монитор был поднят и отбуксирован в Киев для ремонта.

Однотипный монитор «Городищe». 1939

Отремонтированный корабль вступил в строй 24 октября 1939 года и вошёл в состав Днепровской военной флотилии, а 17 июля следующего года был включён в состав Пинской военной флотилии, сформированной из судов Днепровской.

### Великая Отечественная война
Начало Великой Отечественной войны «Житомир» встретил в составе дивизиона мониторов в Пинске и выдвинулся по направлению к Бресту по Днепро-Бугскому каналу, но уже 24 июня вернулся в Пинск. 28 июня с оставлением Пинска корабль отступил к Лунинцу. В июле действует на реке Березина. В частности  15 июля «Житомир» высадил десант партизан близ деревни Новая Белица и осуществил огневую поддержку, однако, попав под ответный артобстрел, отошёл.
31 августа в связи с выходом немецко-фашистских войск к Днепру монитор «Житомир» участвовал в составе группы кораблей Припятского и Березинского отрядов речных кораблей в прорыве к Киеву из района села Домантово.
По одной версии в районе деревни Сваромье корабль получил прямое попадание и сел на мель. Сняться с мели не удалось, поэтому на следующий день — 1 сентября 1941 года — монитор был взорван экипажем. По другой версии был взорван, сев на мель в районе Новосёлки-Чернин по приказу командира 131 сд. Это абсолютно невозможно, так как села Чернин и Новосёлки стоят на реке Десна, а не на Днепре, где собственно происходил прорыв. К тому же 131 сд на тот момент находилась несколько севернее, ближе к городу  Остёр. По третьей, наиболее документально подтвержденной версии, монитор получил во время прорыва два попадания (6 членов экипажа были ранены). На широте деснянской деревни Новосёлки еще вполне боеспособный корабль сел на мель на Днепре и был покинут экипажем. Командир, старший лейтенант Быков А. П., перепоручил сухопутным подразделениям охранять корабль, а сам с командой направился в Киев. Только 7 сентября, когда враг вышел на рубеж деревни Новосёлки, командир 171-й стрелковой дивизии, генерал-майор Будыхо, А. Е., приказал подорвать «Житомир». 6 октября 1941 года монитор был исключён из списков судов ВМФ.

## Командный состав
- Командир
  - старший лейтенант Быков Андрей Павлович
- Помощник командира
  - лейтенант Небольсин, Яков Васильевич
- Военком
  - батальонный комиссар Кукуруза Александр Данилович